# Saint Mary's
Saint Mary's est une localité d'Alaska aux États-Unis dans la Région de recensement de Wade Hampton. En 2010, il y avait 507 habitants.

## Situation - climat
Elle est située sur la rive nord de la rivière Andreafsky, à 8 km de son confluent avec le fleuve Yukon, à 724 km au nord-ouest d'Anchorage. Elle regroupe deux villages Yupiks, St. Mary's et Andreafsky
La moyenne des températures est de 28 °C en juillet et de −42 °C en janvier.

## Histoire
En 1899, Andreafsky a été établi comme dépôt de marchandise et quartier général de la flotte de la Northern Commercial Company. Son nom venait de la famille Andrea qui s'y était établie et avait bâti une église orthodoxe russe. En 1903 des missionnaires jésuites ouvrirent une mission à 145 km en aval de la rivière, à Akukurak, pour l'éducation et les soins des enfants orphelins à la suite de l'épidémie de grippe de 1900. Le village était situé sur une langue de terre entre deux bras du fleuve Yukon. En 1915, il y avait 70 pensionnaires.
Mais petit à petit, la terre s'érodait de plus en plus, et des inondations successives ont obligé les habitants à se déplacer vers un lieu plus élevé en 1948. Des matériaux de récupération de la ruée vers l'or furent alors utilisés pour reconstruire les habitations. Dans les années cinquante, de nombreuses familles Yupiks s'installèrent à Andreafsky, à proximité de la mission. En 1967, la zone proche de la mission fut annexée à St. Mary's, mais Andreafsky resta indépendant jusqu'en 1980 où les deux villages se sont regroupés. En 1987 l'église catholique a fermé l'école de la mission.

## Économie
L'économie locale est saisonnière, les habitants pratiquent une économie de subsistance et le commerce des fourrures. Il existe deux magasins de fournitures générales, et une poste locale.

## Démographie
| 1960 | 1970 | 1980 | 1990 | 2000 | 2010 |
| ---- | ---- | ---- | ---- | ---- | ---- |
| 225  | 384  | 382  | 441  | 500  | 507  |

## Sources et références
- (en) CIS

- (en) Cet article est partiellement ou en totalité issu de l’article de Wikipédia en anglais intitulé « St. Mary's, Alaska » (voir la liste des auteurs).

1. ↑  « Statistiques des États-Unis (Alaska) - Profils des communautés de 2010 » (consulté en octobre 2020)